# Szváziföld címere

Szváziföld címere

Szváziföld címere egy kék színű pajzs rajta egy szvázi harci pajzzsal, mögötte egy bottal és két lándzsával. A pajzsot két oldalról egy sárga színű oroszlán és egy szürke elefánt tartja. Az oroszlán a királyt míg az elefánt anyakirálynőt jelképezi. Felül a királyi fejdísz tátható, míg alul egy fehér szalagon az ország mottója olvasható: „Siyinqaba” (Mi vagyunk az erőd). 